# Hesperomyia erythrocera
Hesperomyia erythrocera là một loài ruồi trong họ Tachinidae.